# Barbara Askins
Barbara Askins (née en 1939) est une chimiste américaine. Elle est surtout connue pour avoir inventé une méthode permettant d'optimiser les films photographiques sous-exposés. Cette innovation a grandement été utilisée par la NASA ainsi que l'industrie médicale. Elle a valu à Askins le titre d'inventeur de l'année 1978.

## Biographie
Barbara Askins (née Scott) naît à Belfast (Tennessee) (en) en 1939. Faisant d'abord carrière dans l'enseignement, elle retourne aux études afin d'entamer une carrière de scientifique après avoir eu son fils et sa fille. Askins obtient un baccalauréat universitaire en sciences et une maîtrise universitaire ès sciences de l'Université de l'Alabama à Huntsville,.